# Lacrymaria olor

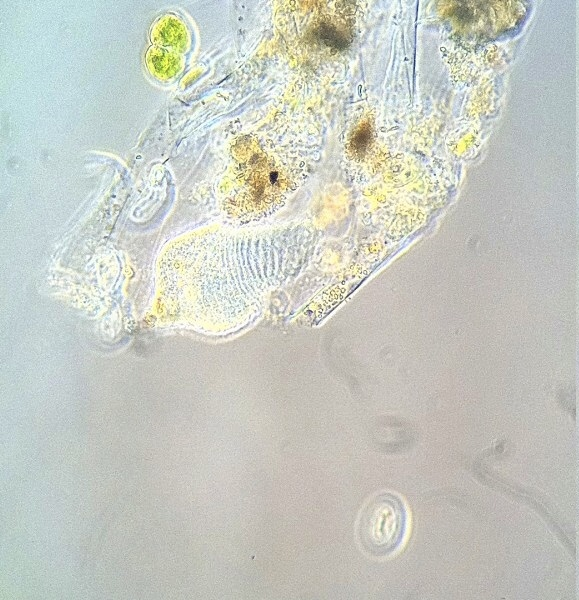
Lacrymaria olor im Debris wühlend mit eingezogenem „Rüssel“

Lacrymaria olor ist eine Art (Spezies) von Wimperntierchen, die in Süßwasserteichen vorkommt und typischerweise eine Länge von 0,1 mm aufweist.
Die Erstbeschreibung wird Otto Friedrich Müller 1786 zugeschrieben, der die Art ursprünglich Vibrio olor nannte.

## Etymologie
Der Gattungsname Lacrymaria ist abgeleitet vom lateinisch lacrima ‚Träne‘, das Art-Epitheton ist ebenfalls lateinisch olor ‚Schwan‘. Der Artname bedeutet also etwa „Schwanenträne“, was sich auf die allgemeine Form dieser Einzeller bezieht: eine tropfenförmige Zelle mit einem kleinen „Kopf“ am Ende eines langen, schlanken „Halses“.

## Beschreibung
Die Zellen von Lacrymaria olor zeichnen sich durch die Fähigkeit aus, ihren „Hals“ (englisch neck, auch als „Rüssel“, engl.-wissenschaftlich proboscis, bezeichnet)
bis zum Dreißigfachen der Körperlänge (d. h, bis auf ca. 1,2 mm) ausstrecken zu können.
Die schnellen Schwimmer gelten daher als die „Loch-Ness-Monster“ unter den im Wasser lebenden Protozoen.
Um Nahrung aufzufangen können sie zudem den „Hals“ sehr schnell in viele Richtungen bewegen - auch um Hindernisse herum.
Eine solche Ausdehnung ist nicht an und für sich ziemlich einzigartig, aber die Fähigkeit des Organismus, diese Ausdehnung schnell und wiederholt durchzuführen, hebt ihn von völlig anderen ab.
Wie 2024 beschrieben, ist der diesem „zellulären Origami“ von L. olor zugrunde liegende molekulare Mechanismus offenbar eine spiralförmige Anordnung von Mikrotubuli, die wie eine Nürnberger Schere funktioniert – bis dato einzigartig unter den Organismen.
L. olor hat normalerweise zwei Makronuklei und einen einzigen Mikronukleus. Der gesamte Zellkörper ist mit spiralförmig angeordneten Flimmerhärchen (Zilien) bedeckt.
Es gibt zwei kontraktile Vakuolen, eine an jedem Ende des Körpers, dazu kommen kleine doppelbrechende Kristalle.

## Kultivierung, Reproduktion und Regeneration

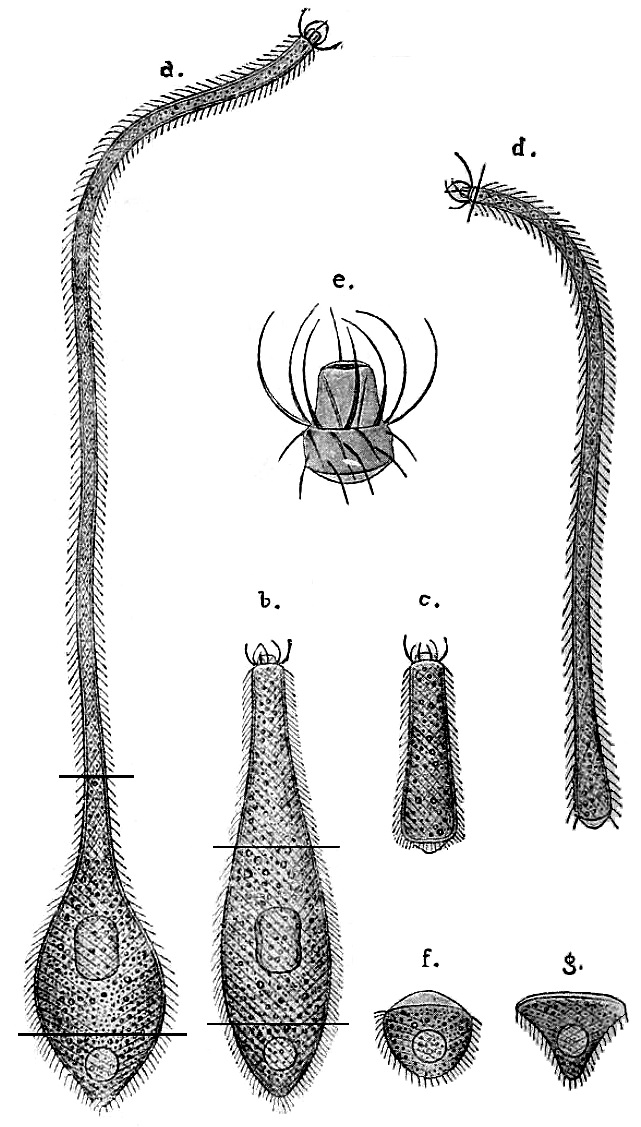
„Sektion“ von L. olor, die schwarzen Linien zeigen die Schnitte an. Illustration von 1899 (digital nachbearbeiteter Scan).

Lacrymaria olor lässt sich leicht in vitro vermehren, aber kultivierte Populationen sind schwierig auf Dauer zu erhalten.
L. olor kann sich geschlechtlich vermehren, wobei jedes Individuum zu verschiedenen Tageszeiten eine von zwei Paarungsarten („Geschlechter“) annimmt.
Die Spezies kann sich auch ungeschlechtlich vermehren, möglicherweise nach einer internen Umstrukturierung ihres Genoms.
Es gibt jedoch Hinweise darauf, dass dieser Mechanismus nach einer bestimmten Anzahl direkt aufeinander folgender ungeschlechtlicher Generationen nicht mehr funktioniert.
Die Zellen können auch innerhalb von Minuten einen neuen „Kopf“ regenerieren, wenn der ursprüngliche abgeschnitten wurde.

## Ernährung
L. olor ernährt sich wie auch die anderen Arten der Gattung Lacrymaria hauptsächlich von kleineren Mikroorganismen wie anderen Wimpertierchen, Flagellaten und Amöben, sie können aber manchmal auch Stücke aus größeren Wimpertierchen herausreißen.

## Bildergalerie
|  |

|  |  |

|  |  |

|  |